# براسانث ناير
براسانث بالاكريشنان ناير هو مدرب طيران هندي وطيار اختبار في القوات الجوية الهندية. براسانث ناير هو أحد رواد الفضاء الأربعة المعينين الذين دربتهم منظمة أبحاث الفضاء الهندية للطيران على متن رحلة غاغانيان المأهولة.

## الحياة المبكرة
في 26 أغسطس 1976، وُلِد براسانث بالاكريشنان ناير نيمارا في مقاطعة بلكاد. والده فيلامبيل بالاكريشنان ناير، كان مهندسا متقاعدا. قضى جزءًا من طفولته في الكويت. في عام 1990، اضطر للعودة إلى الهند بعد الغزو العراقي للكويت. بعد عودته للهند، التحق بالمدرسة، وكان من أوائل المتفوقين، ثم التحق بكلية الهندسة.

## التكليف في القوات الجوية الهندية
في ديسمبر 1998، تم تكليف براسانث ناير في القوات الجوية الهندية. وتخصص في قيادة طائرات سوخوي سو-30 إم كي آي. اكتسب أيضًا خبرة في قيادة طائرات ميكوبان-جوريفيتش ميج-21 وأنتونوف أن-32.

## المسيرة كرائد فضاء في المنظمة الهندية لأبحاث الفضاء

### التدريب
أصبح براسانث ناير جزءًا من مبادرة اختيار رواد الفضاء؛ التي أطلقها معهد طب الفضاء في عام 2019، وهي مؤسسة تعمل تحت إشراف القوات الجوية الهندية. تم اختياره في النهاية من بين أفضل أربعة مرشحين، وذلك بعد تقييم صارم من قبل معهد طب الفضاء، بالتعاون مع المنظمة الهندية لأبحاث الفضاء. بعد اختياره، انتقل إلى روسيا لتلقي تدريب أساسي في مركز يوري جاجارين لتدريب رواد الفضاء. بعد الانتهاء من دورة التدريب الأساسية في عام 2021، عاد إلى الهند لمزيد من التوجيهات في منشأة تدريب رواد الفضاء ومقرها بنغالور. في نفس الفترة تقريبًا، حصل براسانث ناير أيضًا على ماجستير هندسة الطيران والفضاء من المعهد الهندي للعلوم.

### مهمة أكسيوم-4
تم اختيار براسانث ناير كبديل في مهمة خاصة إلى محطة الفضاء الدولية تسمى أكسيوم-4. كما اُختير للتدريب في مركز لندون بي جونسون للفضاء التابع لوكالة ناسا.

### غاغانيان
في 27 فبراير 2024، تم تعيين براسانث ناير قائدًا للطاقم المكون من أربعة أعضاء المخصص لمهمة غاغانيان-4 التي طورتها المنظمة الهندية لأبحاث الفضاء، وهي أول مهمة فضائية بشرية للهند بمفردها، ومن المقرر أن تتم في عام 2026.

## الحياة الشخصية
منذ يناير 2024، تزوج براسانث ناير من الممثلة الهندية لينا.